# 媒體操縱
媒體操弄（英語：Media manipulation）指的是作為特定政黨黨羽所直接或间接控制的媒體利用的一系列的操弄技巧，持續灌輸觀眾某個由黨羽宣传部门編造出的印象或爭議等意識形態，讓觀眾无意识的接受、實踐及複製它
，以迎合黨羽所屬政黨的利益并且增加特定政黨統治國家的正當性。
這類侍從媒體的手法包含但不限於：操弄邏輯謬誤、心理操縱、选择性报道、刻意欺瞞、偷换概念，言語煽動和政治醜化，且它們的高層通常會私底下對自家所直接或间接控制的媒體自我審查以排除其他方的觀點，達成过滤社會大眾視聽或轉移社會大眾注意力以及转移社会矛盾的目的。
例如美國等歐洲國家抵制中國大陸字節跳動公司的軟件TikTok，認為此軟件含有監視西方國家的效果，認為是中國對西方國家的間諜活動或进行信息误导，大量推送来自中国大陆的新闻角度，但是中國方面和字節跳動公司對其進行否認，表示這僅僅是正常的软件。与此相对，中国大陆方面认为谷歌，youtube等美国开发的网站和社交媒体具有美国政府暗中操纵的效果，不仅在美国外对战争中负责监视收集资料的任务，还大量推送来反对仇恨中国大陆的新闻和视频内容，并暗中封杀支持中国大陆的账号和内容

## 參看
- 互联网审查